# 175588 Kathrynsmith
175588 Kathrynsmith è un asteroide della fascia principale. Scoperto nel 2006, presenta un'orbita caratterizzata da un semiasse maggiore pari a 2,7251390 UA e da un'eccentricità di 0,0689142, inclinata di 10,52856° rispetto all'eclittica.
L'asteroide è dedicato all'astronoma statunitense Kathryn G. Smith.